# Hugo VI van Lusignan
Hugo VI van Lusignan (ca. 1039 - Ramla, 18 mei 1102), bijgenaamd "le diable" (de Duivel), was heer van Lusignan (1060-1102), kruisvaarder en zoon van Hugo V van Lusignan en Almodis van La Marche.
Ondanks zijn vroomheid geraakte hij veelvuldig met de vrijgestelde abdij van Saint-Maixent in conflict. Zijn talrijke twisten met de monniken werden uiteindelijk zo gewelddadig, dat de hertog van Aquitanië, de bisschoppen van Poitiers en Saintes alsook paus Paschalis II moesten interveniëren. Hij werd daarom door de monniken van de abdij van Saint-Maixent de bijnaam "de Duivel" gegeven.
Uit zijn huwelijk met Hildegarde van Thouars uit het huis Thouars kwam zijn oudste zoon en opvolger Hugo VII van Lusignan voort.
In 1087 ondernam Hugo tezamen met zijn halfbroer Raymond IV van Toulouse een expeditie tegen de Almoraviden in Spanje ter ondersteuning van zijn andere halfbroer, Berengarius Raymond II van Barcelona, graaf van Barcelona.
In 1096 nam Hugo het Kruis op voor de Eerste Kruistocht aan de zijde van zijn halfbroers Raymond en Berengarius Raymond. Hij begeleidde Raymond ook tijdens de Kruisvaart van 1101. Nadat hij met deze laatste in Pasen van 1102 Jeruzalem had bereikt, begon hij aan zijn terugreis naar Frankrijk. Zijn schip raakte echter kort nadat ze waren afgevaren terecht in een storm en moest met serieuze averij omkeren. Zo kwam het dat hij over de oproep van koning Boudewijn I van Jeruzalem om hem ter hulp te komen vernam en zich bij diens leger aansloot om een Egyptische invasie af te slaan. Hugo zou op 18 mei 1102 in de daaropvolgende tweede slag bij Ramla sneuvelen.